# Los Zetas-kartellet
Los Zetas er en mexicansk kriminel gruppering som er en integreret del af Golf-kartellet. Den driver organiseret narkotikahandel. Dens hovedområder er delstaten Tamaulipas, men den har også udvidet aktiviteten til Nuevo León og Coahuila. Gruppens aktiviteter er også observeret i delstaterne San Luis Potosí, Veracruz, Michoacán, Guerrero, Zacatecas og Sonora.